# Maxima Sequanorum
297 – vers 470
Entités précédentes :
- Germanie supérieure

Entités suivantes :
- Alémanie
- Burgondie

La Séquanaise ou Séquanie (en latin : Sequania), plus tard appelée Grande Séquanaise (Maxima Sequanorum) est une province de l’Empire romain instituée en 297 par la réforme de l’empereur Dioclétien, résultant de la division de la province de Germanie supérieure. 
Sa capitale est Vesontio (Besançon), chef-lieu de la cité des Séquanes, peuple gaulois dont elle tire son nom. Elle s’étend sur le massif du Jura, le Plateau suisse et la plaine d'Alsace. 
Marquée au Ve siècle par l’installation des Alamans au nord et des Burgondes au sud durant les grandes invasions, elle disparait après la fin de l'Empire romain d'Occident (476), au profit du royaume des Burgondes et de l’Alémanie, ou royaume alaman.

## Territoire

### Réforme de Dioclétien
La Séquanaise comprend les civitates et territoires suivants :
- la cité des Séquanes (Vesontio, Besançon),
- la cité des Helvètes, (Aventicum, Avenches),
- le territoire de la colonie des Équestres (Colonia Iulia Equestris) (Noviodunum, Nyon),
- le territoire d'Augusta Raurica (Bâle).

La province est rattachée au diocèse des Gaules, lui-même dépendant de la préfecture des Gaules, ayant pour capitale Augusta Treverorum (Trèves).

### Réforme de Théodose
La cité des Lingons (Andemantunnum, Langres) y est jointe après la réforme de Théodose Ier vers 380,

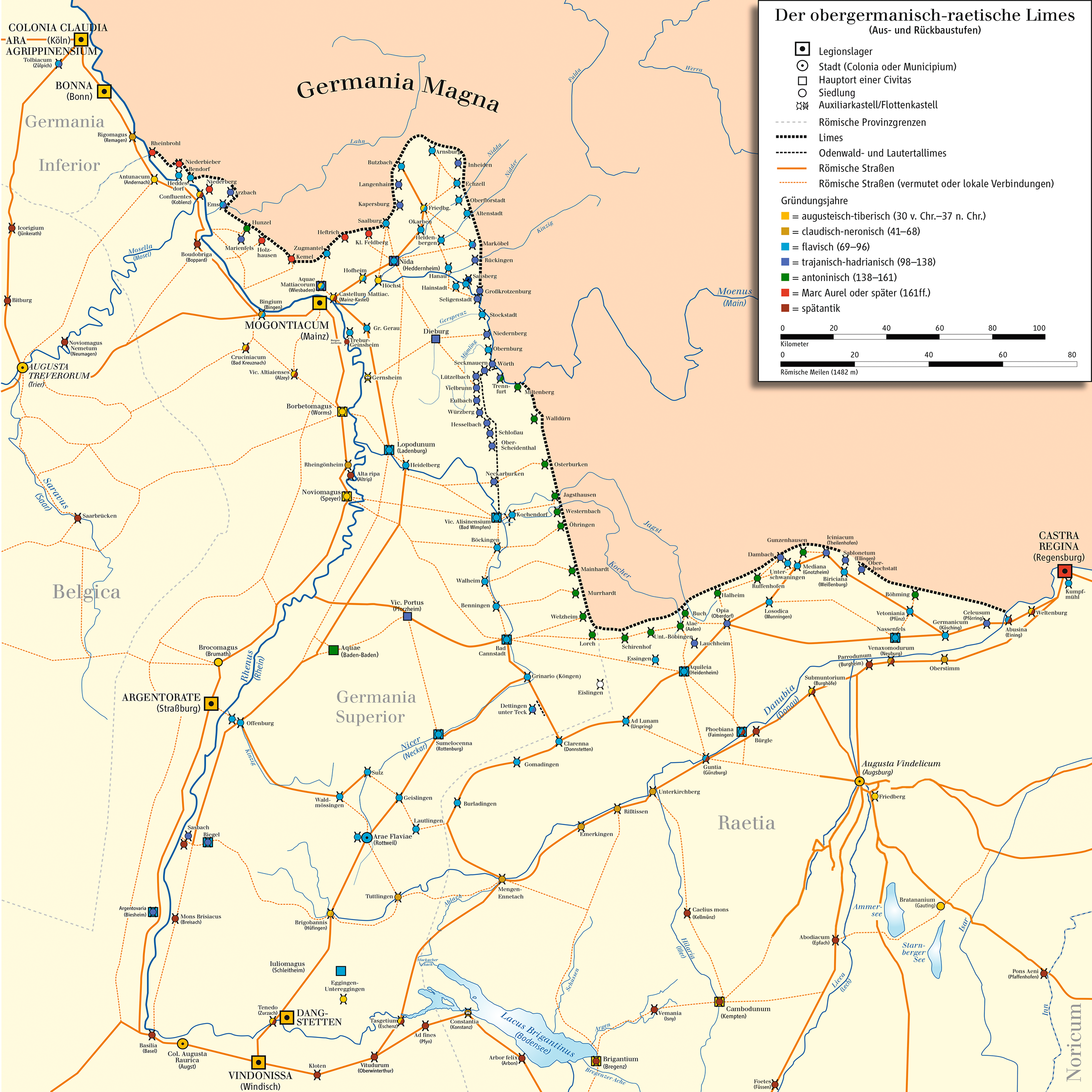
Limes de Germanie
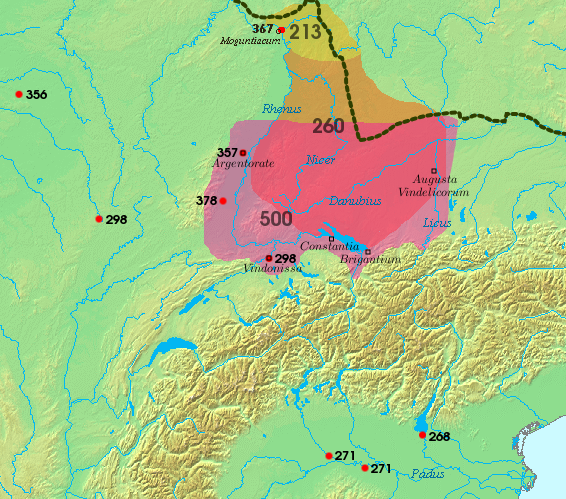
Expansion alamane
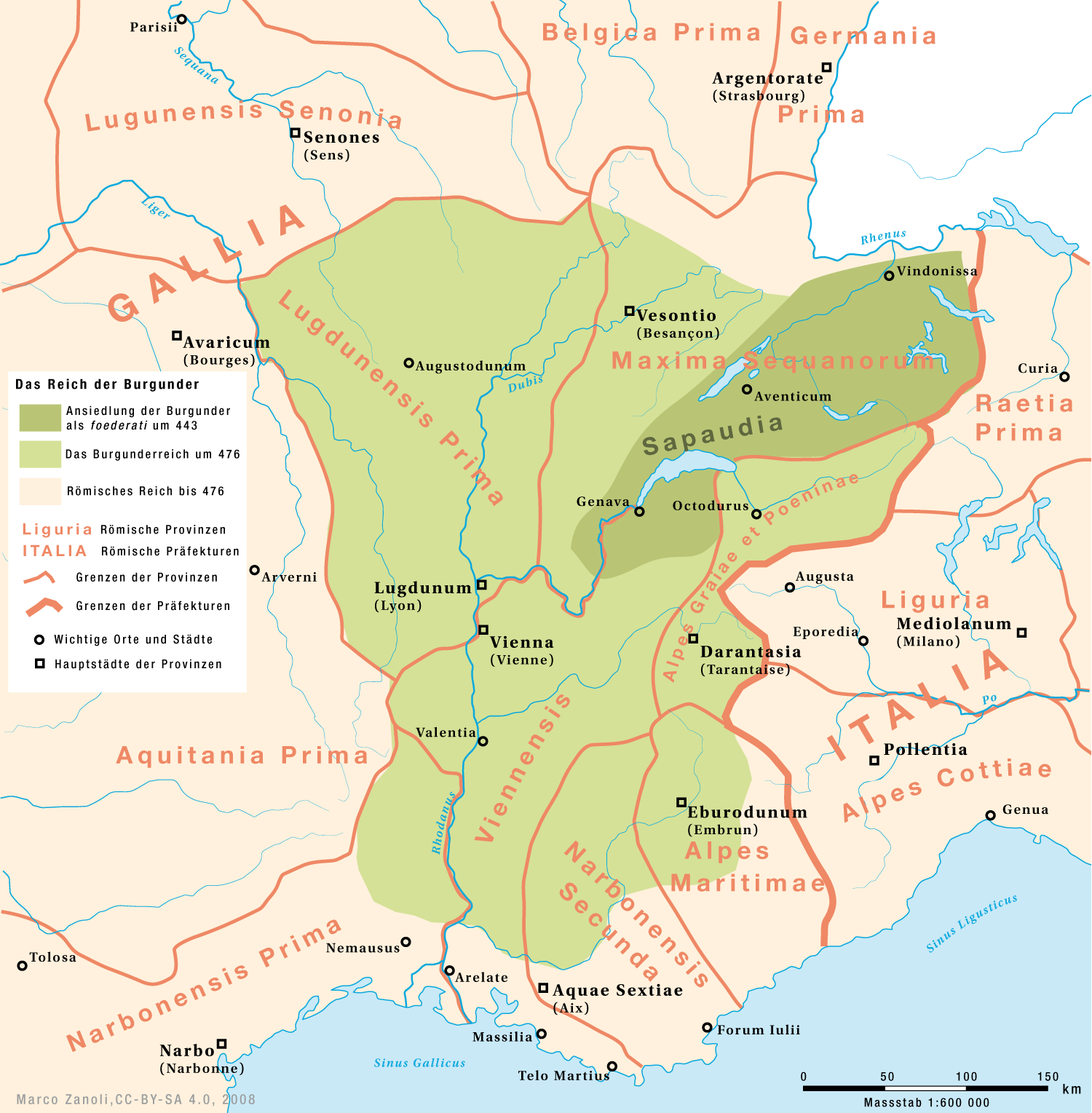
Royaume des Burgondes vers 450-470